# Tóno Haruka
Tóno Haruka (遠野遥; Hepburn: Tōno Haruka; 1991–) többszörös díjnyertes japán író.

## Élete és pályafutása
Édesapja Szakurai Acusi, a Buck-Tick együttes énekese, édesanyja az együttes stylistja volt; szülei 1991-ben házasodtak össze, majd egy évvel később elváltak. Tóno Fudzsiszavában járt általános illetve középiskolába, majd a Keió Egyetem jogi karán végzett. Iskolai tanulmányai során nem sokat olvasott, inkább a sport érdekelte és egy zenekarban is játszott egy ideig. Később Tokióba költözött.
2019-ben elnyerte a Bungei-díjat Kairjó (改良; Hepburn: Kairyō) című művével, 2020-ban az Akutagava-díjat Hakjoku (破局; Hepburn: Hakyoku) című művéért, 2021-ben pedig Kjóiku (教育; Hepburn: Kyōiku) című művét Noma Irodalmi Újonc Díjára (野間文芸新人賞) jelölték.